# Palota
Palota je obec na Slovensku v okrese Medzilaborce, v blízkosti polských hranic. Žije zde 193 obyvatel.

## Poloha
Obec leží v severovýchodní části Prešovského kraje, v údolí řeky Vydranky na úpatí Východních Karpat. Okresní město Medzilaborce je vzdáleno asi 4 km na západ.

## Zajímavosti
Za 2. světové války byla ves roku 1944 při osvobozovacích bojích z větší části vypálena, proto je většina zdejších domů mladších. Prochází tudy také železnice do Polska (hraniční úsek trati Michaľany – Łupków s nedalekým vrcholovým tunelem), od roku 2011 je zde ale zastaven provoz a všechny vlaky končí svou cestu v nedalekých Medzilaborcích.